# Wasserschloss Stadlkirchen

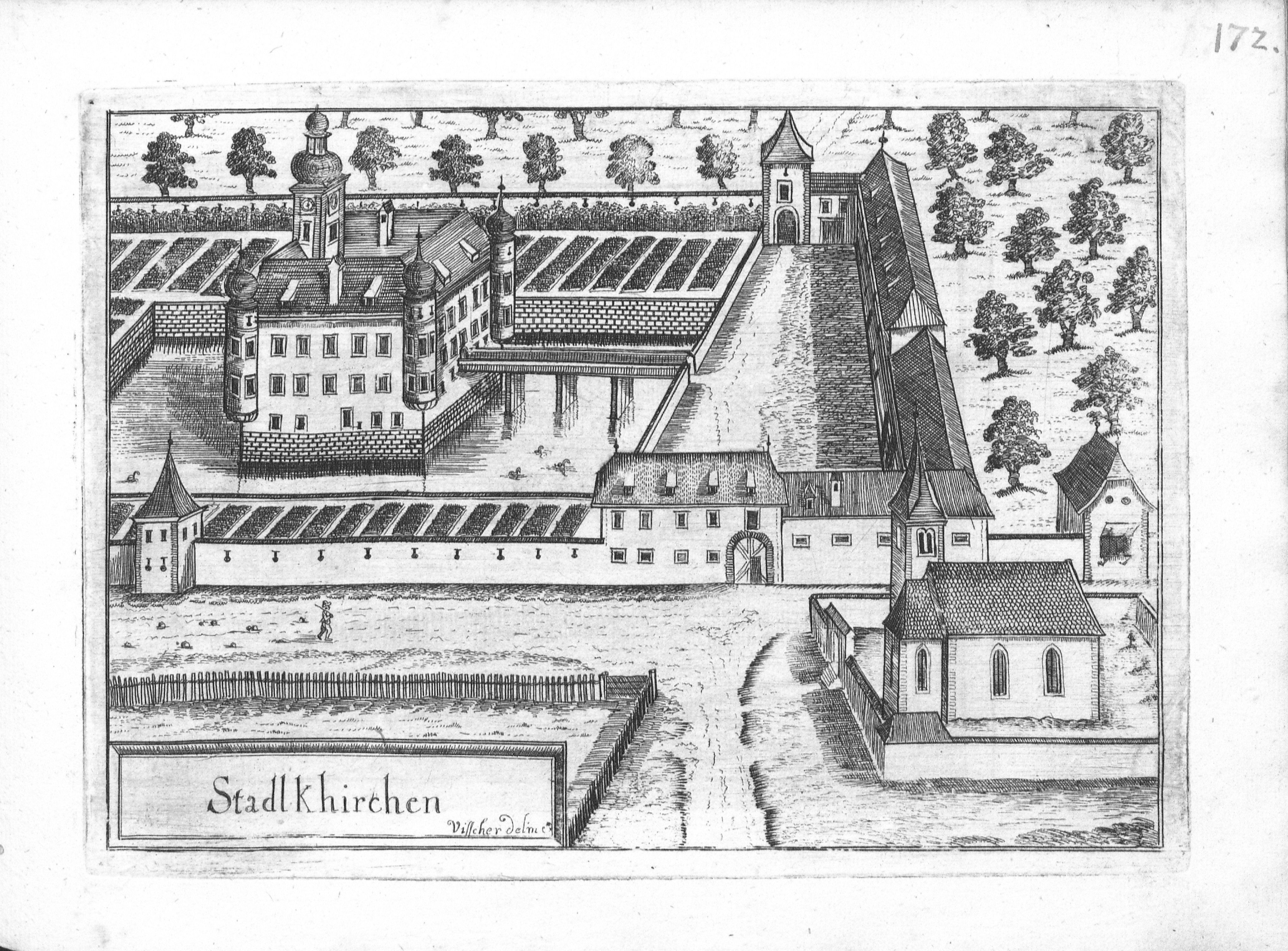
Wasserschloss Stadlkirchen nach einem Kupferstich von Georg Matthäus Vischer von 1674

Das Wasserschloss Stadlkirchen war ein Schloss im Ort Stadlkirchen in der Gemeinde Dietach im Bezirk Steyr-Land von Oberösterreich. Die Schlosskapelle ging in die Filialkirche Stadlkirchen über.

## Geschichte
Stadlkirchen war der Stammsitz der Stadler. Ein Rotpreht de Stadele wurde 1099–1115 im St. Florianer Totenbuch erwähnt; Lantfrid de Stadele wird in einer Urkunde des Stiftes St. Florian erstmals 1162 urkundlich genannt. Ein Wernhart wird 1175 in einer Gleinker Urkunde genannt. Nachfolger wurden die Kerschperger, wobei 1376 ein Erber Chnecht Stephel Chersperger genannt wird. Der Edel Jörg Kerschperger († 1495) siegelt 1487 zu Stadlkirchen eine Urkunde. Im 16. Jahrhundert sind hier die Panhalm anzutreffen. Ein Barthlmee Panhalm setzte 1533 sein Siegel auf eine Urkunde des Eberhard Marschalk von Reichenau. 1558 kaufte Georg Christoph von Neuhaus den hier befindlichen Ansitz und erbaute das Wasserschloss. Georg von Neuhaus war mit der letzten Stadlerin Barbara verheiratet († 1659). Anton Eckhart zu Thann erwarb 1683 den Besitz von Georg Ehrenreich Neuhauser. 1773 ging die Herrschaft am Fürst Heinrich Josef von Auersperg über. Dieser fasste Stadlkirchen mit der Herrschaft Losensteinleithen zusammen. Fürst Wilhelm von Auersperg erbte Schloss Stadlkirchen am 24. März 1802. 1808 wurde das Schloss von der Familie Gößwang aus Steyr erworben und in der Folge schrittweise abgerissen.

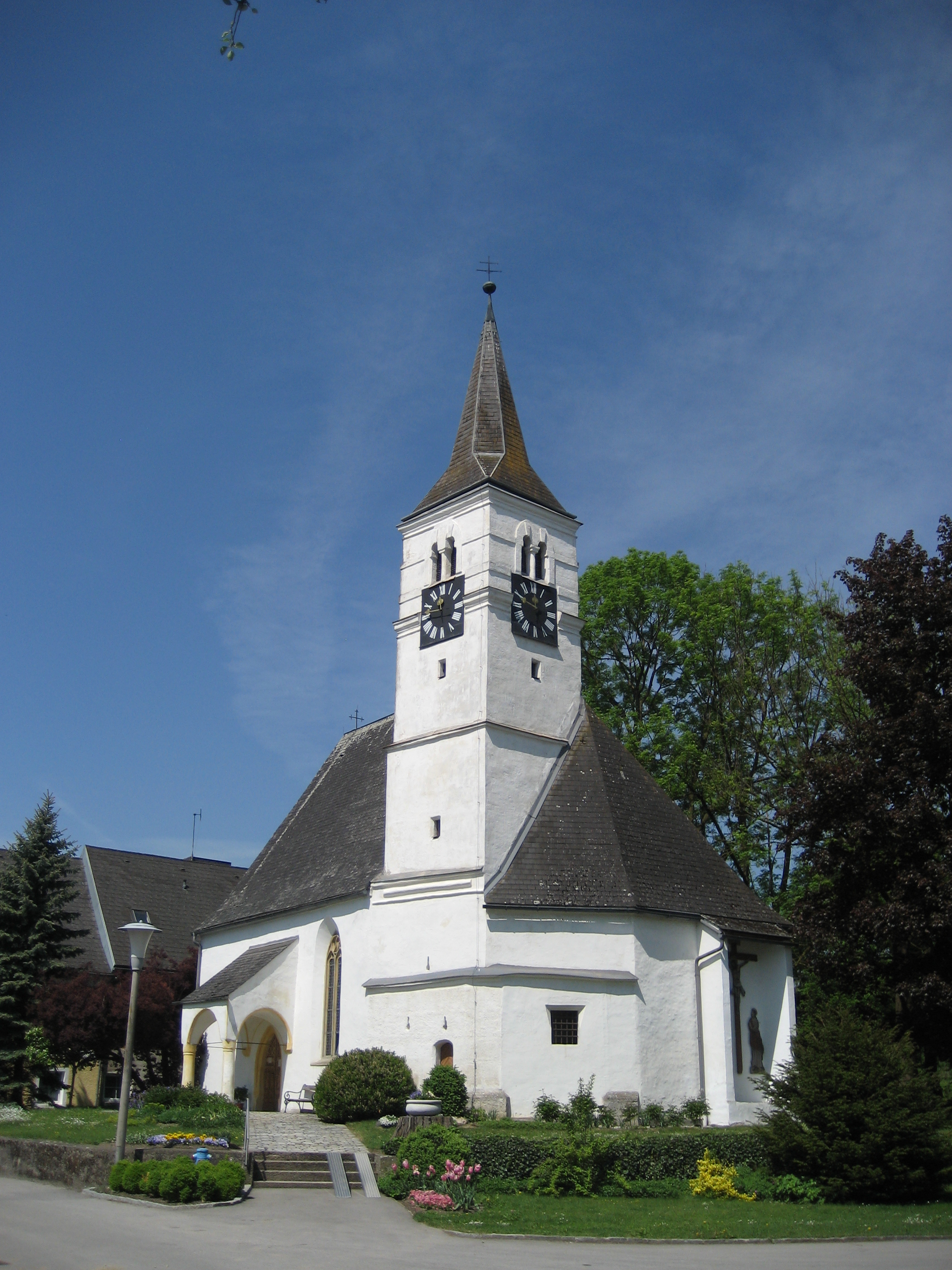
Filialkirche Stadlkirchen

## Wasserschloss Stadelkirchen einst und jetzt
Wie der Kupferstich von Georg Matthäus Vischer von 1674 zeigt, war Stadelkirchen ein dreigeschoßiges Gebäude mit vier vorkragenden Zwiebeltürmen auf den Seiten sowie einen das Gebäude überragenden Mittelturm. Außerhalb des Teiches war das Schloss mit einer Mauer und teilweise mit Wirtschaftsgebäuden umgeben. Die Zugänge waren mit wehrhaften Türmen geschützt. Innerhalb der Anlage sind Beete erkennbar. Das Schloss war naturgemäß über eine Brücke erreichbar. Die Kirche stand außerhalb der Anlage und war ebenfalls mit einer Mauer eingefriedet.
Das Wasserschloss wurde zur Gänze abgetragen, auch der ehemals das Schloss umgebende Teich ist zugeschüttet worden. Übrig geblieben sind die Schlosskirche, Teile der ehemaligen Brauerei (1728–1826, heute das Gasthaus Stadkirchner Hofstubn) und der Meierhof.